# Campagne de Philadelphie
Guerre d'indépendance des États-Unis
Batailles
- Bound Brook
- Short Hills
- Staten Island
- Cooch's Bridge
- Brandywine
- Clouds
- Paoli
- Germantown
- Red Bank
- Gloucester
- White Marsh
- Matson's Ford
- Valley Forge
- Quinton's Bridge
- Crooked Billet
- Barren Hill
- Monmouth

La campagne de Philadelphie (en anglais : Philadelphia campaign) est une campagne militaire britannique combattue entre 1777 et 1778 dans le cadre de la guerre d'indépendance des États-Unis. Le but était de prendre le contrôle de la ville de Philadelphie qui était alors le siège du Second Congrès continental.
Le général britannique William Howe, après avoir vainement tenté d'attirer le général de l'armée continentale George Washington dans une bataille dans le nord du New Jersey, embarqua son armée sur les transports et les débarqua à l'extrémité nord de la baie de Chesapeake. De là, il s'avança vers le nord en direction de Philadelphie. Washington prépara des défenses contre les mouvements de Howe sur les rives de la Brandywine, mais il a été repoussé à la bataille de Brandywine le 11 septembre 1777. Après quelques escarmouches et des manœuvres, Howe a été en mesure d'entrer dans Philadelphie et de l'occuper. Washington a alors attaqué sans succès l'une des garnisons de Howe à Germantown avant de se replier à Valley Forge pour l'hiver.
Le résultat de la campagne de Howe a été contesté car, bien qu'il ait réussi à capturer Philadelphie, il a avancé lentement et n'a pu aider la campagne de Saratoga menée simultanément par John Burgoyne plus au nord et qui s'est terminée par une défaite importante à la bataille de Saratoga, provoquant l'entrée de la France dans la guerre.
Après avoir démissionné pendant l'occupation de Philadelphie, le général Howe a été remplacé par son second, le général Henry Clinton. Clinton a déplacé ses troupes de Philadelphie à New York en 1778 afin d'augmenter les défenses de cette ville contre une éventuelle attaque franco-américaine. Washington harcela l'armée britannique sur tout le territoire du New Jersey et réussit à forcer une bataille à Monmouth.
À la fin de la campagne, les deux armées étaient à peu près dans les mêmes positions qu'au début.